# القوعة (السوادية)

تعديل مصدري - تعديل

القوعة هي إحدى قرى عزلة ال حسن بمديرية السوادية التابعة لمحافظة البيضاء، بلغ تعداد سكانها 383 نسمة حسب تعداد اليمن لعام 2004.